# Суаміко (Вісконсин)
Суаміко (англ. Suamico) — селище (англ. village) в США, в окрузі Браун штату Вісконсин. Населення — 12 820 осіб (2020).

## Географія
Суаміко розташоване за координатами 44°37′36″ пн. ш. 88°1′59″ зх. д. / 44.62667° пн. ш. 88.03306° зх. д. (44.626729, -88.033045).  За даними Бюро перепису населення США в 2010 році селище мало площу 153,89 км², з яких 94,17 км² — суходіл та 59,72 км² — водойми.

## Демографія
Згідно з переписом 2010 року, у селищі мешкало 11 346 осіб у 4092 домогосподарствах у складі 3339 родин. Густота населення становила 74 особи/км².  Було 4235 помешкань (28/км²).
Расовий склад населення:
| - 97,4 % — білих - 0,7 % — корінних американців - 0,6 % — азіатів - 0,3 % — чорних або афроамериканців |

До двох чи більше рас належало 0,8 %. Частка іспаномовних становила 1,0 % від усіх жителів.
За віковим діапазоном населення розподілялося таким чином: 27,5 % — особи молодші 18 років, 64,3 % — особи у віці 18—64 років, 8,2 % — особи у віці 65 років та старші. Медіана віку мешканця становила 40,4 року. На 100 осіб жіночої статі у селищі припадало 104,3 чоловіків;  на 100 жінок у віці від 18 років та старших — 103,0 чоловіків також старших 18 років.
Середній дохід на одне домашнє господарство  становив 95 822 долари США (медіана — 83 912), а середній дохід на одну сім'ю — 102 091 долар (медіана — 90 795). Медіана доходів становила 57 561 долар для чоловіків та 45 350 доларів для жінок. За межею бідності перебувало 4,1 % осіб, у тому числі 5,6 % дітей у віці до 18 років та 1,7 % осіб у віці 65 років та старших.
Цивільне працевлаштоване населення становило 6763 особи. Основні галузі зайнятості: освіта, охорона здоров'я та соціальна допомога — 23,6 %, виробництво — 19,6 %, роздрібна торгівля — 10,5 %, будівництво — 9,8 %.